# Електронний сервіс
Електро́нний се́рвіс, е-сервіс (англ. e-service) — всі види послуг і сервісу, які надаються за допомогою електронних засобів (як приклад, за допомогою Інтернету).

## Різновиди
Прикладами можуть бути: інтерактивні банківські (e.g. Інтернет-банкінг) і фінансові послуги; електронні послуги уряду; послуги із страхування; послуги з маркетингу і надання відомостей щодо продуктів і порядку їх придбання; послуги з пошуку товарів, що найбільше відповідають потребам клієнтів, в тому числі по цінових характеристиках, та інше.
Сервісом можна назвати обслуговування (наприклад в ресторані) клієнта, (вдома) сім'ї.